# Élections législatives japonaises de 1930
Les élections législatives japonaises de 1930 (第17回衆議院議員総選挙, Dai-jushishi Shūgiin Giinsōsenkyō) sont les dix-septièmes organisées après l'avénement de l'empire du Japon et ont pour but d'élire les membres de la chambre des représentants de la Diète du Japon. Elles ont lieu le 20 février 1930.
Le parti Minseitō mené par le premier ministre Osachi Hamaguchi gagne une majorité absolue. Le taux de participation est de 83,34 %.

## Résultats

| Partis politiques                                                                  | Votes      | %       | Sièges | +/- |
| ---------------------------------------------------------------------------------- | ---------- | ------- | ------ | --- |
| Parti démocratique constitutionnel (立憲民政党, Rikken Minseitō)                   | 5 466 908  | 52,48 % | 273    | +46 |
| Association des amis du gouvernement constitutionnel (立憲政友会, Rikken Seiyūkai) | 3 925 980  | 37,69 % | 174    | -44 |
| Parti camarade constitutionnel                                                     | 128 505    | 1,23 %  | 6      | +2  |
| Parti de la réforme                                                                | 55 487     | 0,53 %  | 3      | 0   |
| Parti socialiste du peuple (社会民衆党, Shakai minshūtō)                           | 173 458    | 1,65 %  | 2      |     |
| Parti des masses du Japon                                                          | 158 074    | 1,52 %  | 2      |     |
| Parti des ouvriers et des paysans des masses                                       | 92 519     | 0,89 %  | 1      |     |
| Communistes locaux                                                                 | 65 711     | 0,63 %  | 0      |     |
| Zenkoku Minshuto                                                                   | 13 960     | 0,13 %  | 0      |     |
| Meiseikai                                                                          | 11 315     | 0,11 %  | 0      |     |
| Autres                                                                             | 1 119      | 0,01 %  | 0      |     |
| Indépendants                                                                       | 323 536    | 3,11 %  | 5      | -10 |
| Votes valides                                                                      | 10 416 572 | 100 %   | 466    |     |
| Votes invalides                                                                    | 127 617    |         |        |     |
| Total                                                                              | 10 544 189 |         |        |     |

- (en) Cet article est partiellement ou en totalité issu de l’article de Wikipédia en anglais intitulé « Japanese general election, 1930 » (voir la liste des auteurs).